# Piestoceros conjunctella
Piestoceros conjunctella är en fjärilsart som beskrevs av Walker 1863. Piestoceros conjunctella ingår i släktet Piestoceros och familjen spinnmalar. Inga underarter finns listade i Catalogue of Life.